# Зотино (Балезинский район)
Зо́тино — деревня в Балезинском районе Удмуртии. Деревня основана в 1573 году. Входит в сельское поселение Эркешевское.

## География
Расположена на левом берегу реки Ислюк (бассейн Чепцы) в 3 км к северо-востоку от Эркешево, в 17 км от Балезино, в 33 км к востоку от Глазова, в 135 км к северу от Ижевска.
Через деревню проходит автодорога Балезино — Карсовай (на Афанасьево).

## Население
| 1961 | 2007 | 2010 | 2012 | 2014 |
| ---- | ---- | ---- | ---- | ---- |
| 11   | ↗170 | ↘117 | ↘113 | ↗140 |